# جملة (موسيقى)

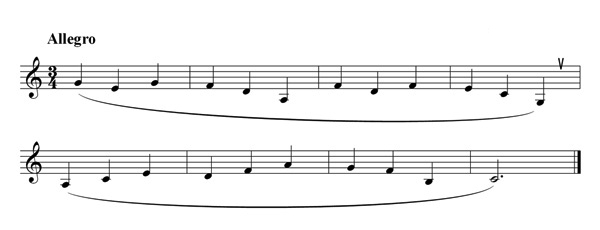

العبارة الموسيقية أو الجملة الموسيقية هي جزء من لحن أو فكرة موسيقية وبطبيعة الحال، هامة من وجهة نظر الخطابة، الصياغة والتنفس. عمليا تتكون من أربعة موازين، بل وأكثر من ذلك في كثير من الأحيان، حيث تتكون من ثمانية موازين. بالمقارنة بين النظرية واللغويات، يمكن تشبيه أقصر جملة موسيقية بحرف الجر، في حين أن جملة موسيقية أكثر تفصيلا تماثل جملة لغوية.